# Euchlaena (insecto)
Euchlaena es un género de lepidópteross geométridos de la subfamilia Ennominae.
Especies
- Euchlaena amoenaria (Guenée, 1857)
- Euchlaena deplanaria (Walker, 1863)
- Euchlaena effecta (Walker, 1860)
- Euchlaena irraria (Barnes & McDunnough, 1917)
- Euchlaena johnsonaria (Fitch, 1869)
- Euchlaena madusaria (Walker, 1860)
- Euchlaena manubiaria (Hulst, 1886)
- Euchlaena marginaria (Minot, 1869)
- Euchlaena milnei McDunnough, 1945
- Euchlaena mollisaria (Hulst, 1886)
- Euchlaena muzaria (Walker, 1860)
- Euchlaena obtusaria (Hübner, 1809-13)
- Euchlaena pectinaria (Denis & Schiffermüller, 1775)
- Euchlaena serrata (Drury, 1770)
- Euchlaena silacea Rindge, 1958
- Euchlaena tigrinaria (Guenée, 1857)